# Iwan Daragan
Iwan Michajłowicz Daragan, ros. Иван Михаилович Дараган (ur. 18 marca 1885 r. w Kaliszu, zm. 5 stycznia 1977 r. w San Francisco) – rosyjski wojskowy (podpułkownik), emigracyjny działacz kombatancki. Młodszy syn gubernatora kaliskiego Michaiła Piotrowicza Daragana.
W 1904 ukończył Korpus Paziów. Służył w stopniu podporucznika w lejbgwardii Pułku Ułańskiego. Następnie ukończył nikołajewską akademię sztabu generalnego. Podczas I wojny światowej służył oddziale generał-kawatermistrza w Sztabie Generalnym. Doszedł do stopnia podpułkownika. Na pocz. 1918 r. wstąpił do wojsk Białych. Objął funkcję sztabsoficera do specjalnych poruczeń w sztabie nowo formowanej Armii Północnej gen. Fiodora Arturowicza Kellera. Prawdopodobnie dostał się do niewoli bolszewickiej. Od czerwca 1919 r. przebywał w obozie specjalnym w Moskwie. Po wypuszczeniu na wolność przybył do Polski w maju 1920 r. W 1948 r. wyemigrował do Argentyny. W 1951 r. został przedstawicielem przewodniczącego Stowarzyszenia Gwardyjskiego w Argentynie. Był też przewodniczącym miejscowego oddziału Związku Paziów. Następnie przewodniczył 3 Oddziałowi Stowarzyszenia Gwardyjskiego w Argentynie.